# SN 2006dl
SN 2006dl – supernowa typu IIb odkryta 29 czerwca 2006 roku w galaktyce M+04-31-05. W momencie odkrycia miała maksymalną jasność 18,00m.